# Strycharz

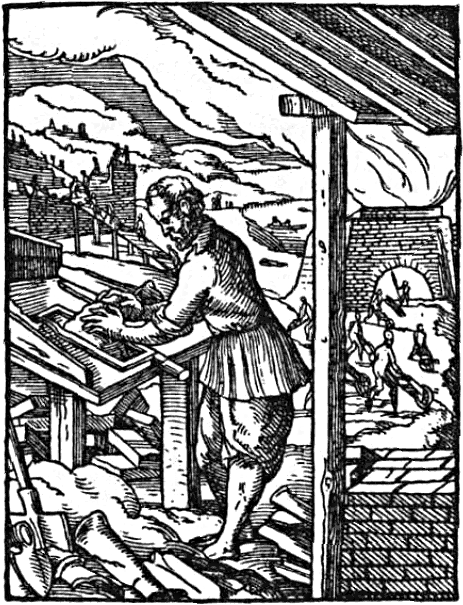
Ceglarz. W tle: z prawej piec ceglarski, z lewej – transport gotowej cegły na budowę

Strycharz, ceglarz, cegielnik – rzemieślnik wyrabiający cegły. Forma żeńska – strycharka – pracownica cegielni wyrabiająca cegły ręcznie.
Też przyrząd do wyrównywania gliny w formie, rodzaj deseczki, zwany był strychulcem.